# Emilio Ferrari
Emilio Ferrari   (1851 - 1933) fou un compositor italià de finals del segle xix i principis del XX.
Va compondre les òperes Il bandito (1880), Notte d'Aprile (1887), i Il cantico dei cantici (1898) i l'opereta Primavera (1902).